# Fair Haven (New York)
Pour les articles homonymes, voir Fair Haven.
Fair Haven est un village situé dans le comté de Cayuga, dans l'État de New York, aux États-Unis,. En 2010, il comptait une population de 745 habitants, estimée au 1er juillet 2019 à 717 habitants.

## Démographie
Lors du recensement de 2010, le village comptait une population de 745 habitants. Elle est estimée, en 2019, à 717 habitants.